# Antoni Casas Ros
Antoni Casas Ros est un écrivain français né le 17 avril 1972 en Catalogne française.

## Biographie
Antoni Casas Ros est né en France d’une mère italienne, professeur de mathématiques, et d’un père catalan espagnol, ingénieur. Bien que n’ayant pas été élevé dans la langue catalane, il est, en tant qu’écrivain, fortement attaché à la culture catalane dans laquelle il se reconnaît pleinement : « Il y a dans la culture catalane, dans le roman espagnol et hispano-américain une folie, un réalisme vibrant et foisonnant qui sert de pont entre les mondes et permet de naviguer au sextant ou d’après les étoiles ».
Il entreprend des études de mathématiques.
À vingt ans survient son accident : sa voiture percute un cerf, sa compagne est tuée sur le coup et lui-même reste défiguré. Suivent alors de longues années d’une vie recluse, qui sont pour lui l’occasion « de traverser la solitude sous toutes ses formes et ses couleurs ». Aujourd’hui, l’expérience de la solitude semble devenue un choix assumé. Il affirme : « Je préfère l'essence à l'image. Même si j'avais un visage, je pense que j'aurais fait le choix de rester isolé. »
Il a vécu à Gênes et Rome. Il vit aujourd'hui à Barcelone.

## Œuvre littéraire
À quinze ans, Antoni Casas Ros découvre Marelle de Julio Cortázar : ce livre fixe pour lui le sens qu’il souhaite donner au mot littérature, et deviendra une source où puiser ses forces à la suite de son accident. « C’était comme un pilier pour moi et le fait qu’on pouvait le lire dans un ordre aléatoire m’a beaucoup impressionné et m’a donné la faculté de construire un livre selon la sensibilité du moment puis, plus tard, d’essayer d’écrire moi-même. »
En 2008 paraît son premier roman, très autobiographique : Le théorème d'Almodóvar, dans lequel le personnage principal a, comme lui, perdu son visage lors d’un accident de voiture. Arrivé chez Gallimard par l’intermédiaire de son agent littéraire, repéré et publié par Richard Millet, le roman sort entouré d’une vague de mystère qui donne à sa parution l’allure d’un coup littéraire : un auteur sans visage, que personne n’aurait rencontré ? « Un an et demi après Jonathan Littell, et après une fastueuse année 2006-2007 pour sa maison, Richard Millet nous refait le coup de l’écrivain mystérieux chez Gallimard »
Des rumeurs circulent sur la véritable identité de l’auteur. En 2011 encore, certains continuent à parler d’imposture.
Le théorème d'Almodóvar est un succès critique et public. Gallimard édite dans la foulée Mort au romantisme, un recueil de courtes nouvelles écrites « comme un carnet de croquis » avant le Théorème, à la suite de l'accident. On y perçoit l’hypersensibilité de l’auteur et une grande sensualité : une grande acuité de tous les sens développée pendant sa longue solitude. Les thèmes de ces « croquis » sont, pour certains, réinvestis dans son deuxième roman : Enigma.
À la parution d’Enigma en 2010, la question de son identité ne fait plus polémique : « La personnalité, ni même l’identité de l’auteur, à ce compte-là, n’ont d’importance ni d’intérêt ». Son troisième roman, Chroniques de la dernière révolution, est publié en 2011.
Le théorème d'Almodóvar serait-il un pied de nez à l’autofiction ? En 2011, Antoni Casas Ros publie un autoportrait de lui au crayon dans Next, comme pour contredire le récit d’homme défiguré de son premier roman.
En novembre 2011, Antoni Casas Ros confie à propos de ses projets littéraires : « Je suis dans la phase « laisser venir », je ne fais rien, j’attends, j’écoute, je somnole au soleil, je nage, je bois, Cybèle est silencieuse, elle ne m’a donné que le titre : Lento. »

## Publications
- Le Théorème d'Almodóvar, Gallimard, 2008  (ISBN 978-2-07011-930-1)
- Mort au romantisme, Gallimard, 2009  (ISBN 978-2-07012-456-5)
- Enigma, Gallimard, 2010  (ISBN 978-2-07012-803-7)
- Chroniques de la dernière révolution, Gallimard, 2011  (ISBN 978-2-07013-474-8)
- Lento, Christophe Lucquin Éditeur, 2014  (ISBN 978-2-36626-017-5)
- L'Arpenteur des ténèbres, Le Castor Astral Éditeur, 2018  (ISBN 979-1-02780-141-1)